# Avorio-Prassone
L'Avorio-Prassone est un ballon d'observation italien de la Première Guerre mondiale.

### Appareils comparables
- Caquot